# 2864 Содерблом
2864 Содерблом (2864 Soderblom) — астероїд головного поясу, відкритий 12 січня 1983 року.
Тіссеранів параметр щодо Юпітера — 3,329.